# Robert McCann
Robert John McCann é um matemático canadense, conhecido por seu trabalho sobre o problema do transporte. É desde 1998 professor da Universidade de Toronto.

## Formação e carreira
McCann estudou engenharia e física na Queen's University, antes de obter a graduação em matemática e obter um PhD em matemática na Universidade de Princeton em 1994. McCann foi Tamarkin Assistant Professor na Universidade Brown em 1994, antes de juntar-se ao Departamento de Matemática da Universidade de Toronto em 1998. Foi editor-in-chief do Canadian Journal of Mathematics de 2007 a 2016. Foi palestrante convidado do Congresso Internacional de Matemáticos em Seul (2014). Foi eleito fellow da American Mathematical Society em 2012.